# Winchester Special
Winchester Special — студійний альбом американського джазового вібрафоніста Лема Вінчестера з саксофоністом Бенні Голсоном, випущений у 1959 році лейблом New Jazz.

## Опис
На цій сесії вібрафоніст Лем Вінчестер грає з саксофоністом Бенні Голсоном, піаністом Томмі Фленаган, басистом Венделлом Маршаллом і ударником Артом Тейлором, виконуючи три стандарти, одну маловідому та дві оригінальні композиції соліста. Музика варієються між стилями боп і хард-боп з досить свінговими соло, які є відверто новаторськими. Ця сесіє є однією з трьох, записаних ним на лейблі New Jazz.

## Список композицій
1. «Down Fuzz» (Лем Вінчестер) — 10:02
2. «If I Were a Bell» (Френк Лессер) — 4:02
3. «Will You Still Be Mine?» (Метт Денніс, Том Едейр) — 7:00
4. «Mysticism» (Лен Фостер) — 7:31
5. «How Are Things In Glocca Morra?» (Бертон Лейн, Їп Гарбург) — 4:11
6. «The Dude» (Лем Вінчестер) — 6:42

## Учасники запису
- Лем Вінчестер — вібрафон
- Бенні Голсон — тенор-саксофон
- Томмі Фленаган — фортепіано
- Венделл Маршалл — контрабас
- Арт Тейлор — ударні

Технічний персонал
- Есмонд Едвардс — продюсер
- Руді Ван Гелдер — інженер